# Иван Касабов (лингвист)
Вижте пояснителната страница за други личности с името Иван Касабов.
Иван Костов Касабов (р. 4 февруари 1952) е български лингвист, реторик и семиотик, професор в Нов български университет. Неговите изследвания се фокусирани предимно в областта на семантиката и лексикологията, а в областта на семиотиката – изследвания върху Чарлз Пиърс, Фердинанд дьо Сосюр и Алгирдас Жулиен Греймас.

## Биография
Роден е в София. Завършва българска филология с втора специалност философия в Софийския университет „Климент Охридски“ (1974) и защитава кандидатска дисертация на тема „Проблеми на лексикографската работа и теория за Семантичен речник-минимум“ (1987).
Работи като лексикограф в Института за български език при БАН от 1975 г. (специалист), 1978 г. (научен сътрудник), 1993 – 2005 г. (старши научен сътрудник).  Преподавател е в СУ от 1991 до 2001 г., а в НБУ от 1993 г. Заместник-директор на Института за български език към БАН от 1999 до 2002 г., декан на Бакалавърски факултет на НБУ (1993 – 1996), ръководител на департамент Науки за езика на НБУ (1993 – 1995), ръководител на департамент Лингвистика и чуждоезиково обучение на НБУ (1995 – 1997).
Член е на Европейската асоциация по лексикография (на английски: European Association for Lexicography, EURALEX), на Международната асоциация по семиотични изследвания (на английски: International Association of Semiotic Studies, IASS), на Международната асоциация по когнитивна семиотика (на английски: International Association for Cognitive Semiotics, IASS), на Балканската асоциация по семиотични изследвания (на английски: Balkan Association of Semiotic Studies, BASS), на Съюза на учените в България (СУБ), на Българското семиотично дружество и на Българско лексикографско дружество.
Умира на 1 юни 2022 г. в София.

## Награди
- Диплом за високи научни постижения – БАН, 2007 за изследването „Граматика на семантиката“[4]
- Диплом за високи научни постижения на Съюза на учените в България и БАН, 2014 за монографията „Проблеми на общата лексикология“.

## Семейство
Разведен с две деца, Иглика и Кремена..